# Siwash Rock
La Siwash Rock (detta anche Skalsh o Slah-kay-ulsh) è una celebre formazione rocciosa, alta circa 15 m, che si trova nello Stanley Park a Vancouver, in Columbia Britannica (Canada). I nativi della zona, gli Squamish, hanno una propria leggenda sull'origine della formazione.

## Geologia
Secondo i geologi, la roccia si è formata circa 32 milioni di anni fa, in seguito ad attività vulcanica. La struttura è infatti di basalto, e si sarebbe formata per raffreddamento del magma fuoriuscito da una spaccatura nella crosta terrestre; poiché il suolo dello Stanley Park è principalmente costituito da argilla e arenaria, più morbide del basalto, l'erosione ha col tempo fatto emergere dal terreno la formazione.

## Nome
In passato la roccia era nota come Nine Pin Rock, a causa della forma che ricorda vagamente quella di un birillo (pin) del bowling. Il nome in lingua squamish della roccia, Slahkayulsh, significava "egli è in piedi", e si ricollega alla leggenda squamish sulle origini della formazione; secondo tale leggenda, infatti, la roccia era un tempo un uomo, trasformato in pietra mentre era intento a pescare. La leggenda di carattere eziologico è riportata, tra l'altro, dalla poetessa Pauline Johnson nel suo Legends of Vancouver, ed è ricordata da una targa commemorativa collocata presso la roccia. Nella roccia c'è un foro che secondo la leggenda era dove l'uomo in piedi teneva la canna da pesca.
Il nome odierno "siwash", nel gergo Chinook, indica un nativo americano, ed è etimologicamente riconducibile al francese "sauvage" ("selvaggio"). Il termine è inteso da alcuni in senso denigratorio, ma viene usato anche in altri contesti senza tale connotazione.

## Storia

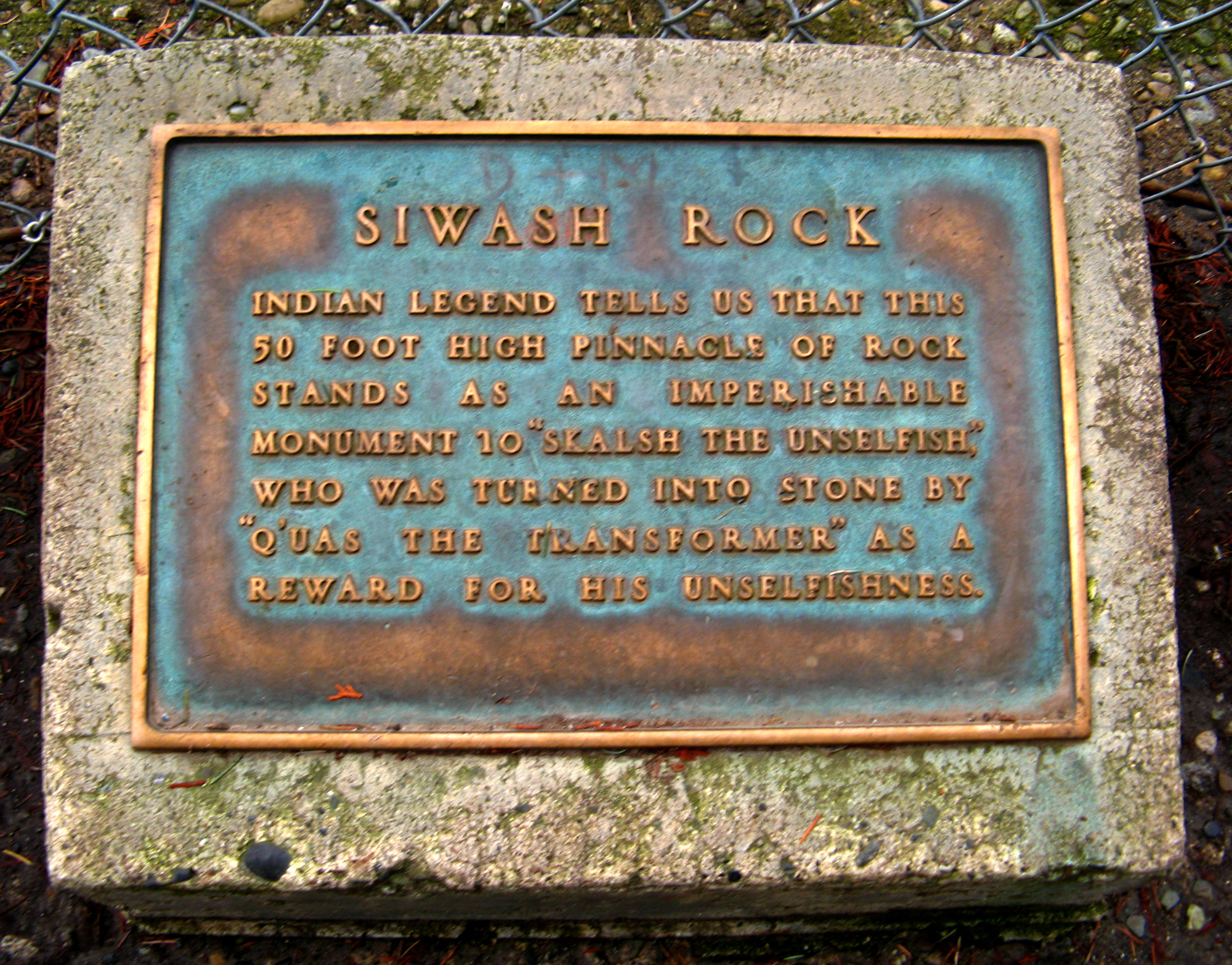
La targa commemorativa presso Siwash Rock

La Siwash Rock è legata a diversi episodi della storia di Vancouver. Poco sopra la Siwash Rock c'è un luogo panoramico che durante la prima guerra mondiale servì come postazione per l'artiglieria, e che venne denominato "Fort Siwash". Fra le due guerre mondiali, per 17 anni, un uomo visse in una caverna presso la roccia. Sopra la roccia c'era un tempo un grande e celebre albero di douglasia, che costituiva una delle principali attrazioni dello Stanley Park; l'albero morì nell'estate particolarmente arida del 1965.